# Stanisław Cendrowski
Stanisław Cendrowski ps. Sulimczyk (ur. 24 sierpnia 1905 w Warszawie, zm. 20 kwietnia 1999 tamże) – polski bokser i działacz bokserski, prezes Polskiego Związku Bokserskiego (1971–1972), powstaniec warszawski.

## Życiorys
Był zawodnikiem HKS Varsovia. W 1927 i 1928 zdobywał brązowe medale mistrzostw Polski w wadze półciężkiej. Po likwidacji sekcji bokserskiej w swoim klubie przeszedł w 1930 do Polonii Warszawa. W tym ostatnim klubie kierował także sekcją bokserską. 
Od 1929 był działaczem Warszawskiego Okręgowego Związku Bokserskiego, w latach 1932–1934 prezesem Robotniczego Klubu Sportowego Elektryczność Warszawa. W 1937 został mianowany kapitanem związkowym Polskiego Związku Bokserskiego.
Walczył w wojnie obronnej w 1939, oraz w powstaniu warszawskim, w szeregach zgrupowania „Krybar”. Został ranny, dostał się do niewoli, ale uciekł z transportu do Niemiec. W powstaniu walczył także jego brat, Eugeniusz, również bokser i trener, który został ranny w boju, a następnie zamordowany przez żołnierza SS.
W latach 1957–1965 był ponownie kapitanem związkowym PZB, w latach 1966–1971 wiceprezesem, w latach 1971–1972 prezesem, w latach 1972–1974 i 1975–1980 członkiem zarządu Polskiego Związku Bokserskiego. W tym charakterze uczestniczył w sukcesach polskich bokserów trenowanych przez Feliksa Stamma.
W czasach PRL był odznaczony Krzyżem Kawalerskim Orderu Odrodzenia Polski. W 1993 otrzymał Nagrodę im. Aleksandra Rekszy. 
Został pochowany na Starych Powązkach.